# 할루키게니아
할루키게니아(학명: Hallucigenia)는 중국 및 캐나다의 캄브리아기에 해당하는 버지스 셰일에서 발견되며 전 세계 도처에 가시와 발톱이 따로 발견되는 멸종한 엽족류의 한 속이다. 속명은 모식종의 특이한 모습과 기묘한 연구사에서 반영한 것으로 한 때 앞과 뒤, 위아래가 반대로 된 신비로운 동물로 복원시켰던 적이 있다. 엽족류는 발톱벌레, 물곰, 그리고 절지동물이 발생한 분류군이다.

## 특징

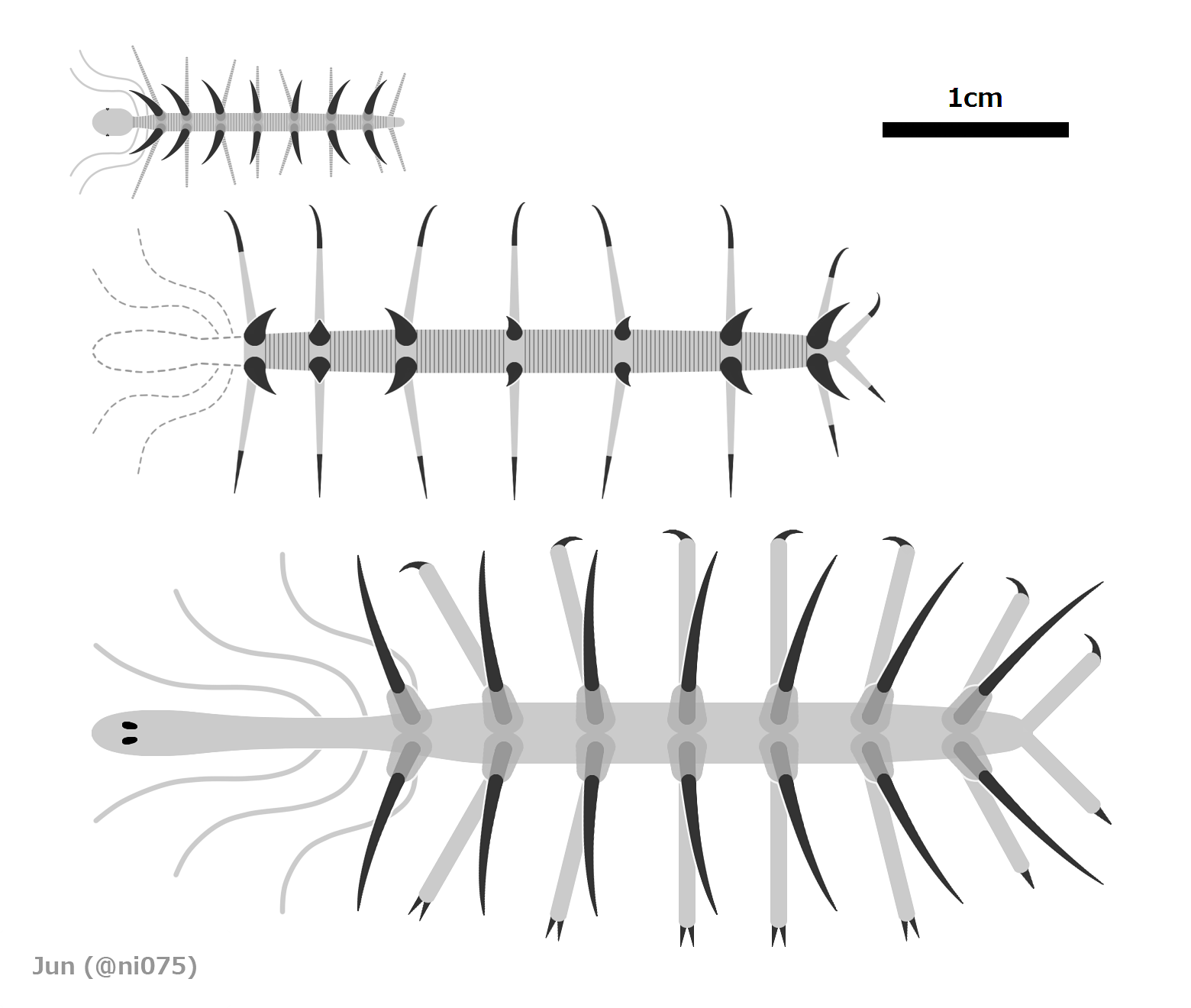
H. fortis, H. hongmeia, H. sparsa의 크기에 따른 비교도.

할루키게니아는 몸길이 0.5~5.5cm의 최대 10쌍의 가느다란 다리(엽족)를 가진 관 모양의 동물이다. 맨 앞의 다리 2~3쌍은 가느다랗고 아무런 특징이 없는 반면 나머지 7~8번째 다리에는 그 끝에 1~2개의 발톱이 달린다. 몸통 위에는 3~9번째 다리 쌍에 해당하는 7쌍의 단단한 원추형 경판(가시)이 있다. H. sparsa의 경우 몸통에는 딱히 특징이 없으며 H. hongmeia 및 H. fortis의 경우 체환으로 나누어진다. 말단부에 달린 '머리'와 '꼬리'는 구분이 어려운데, 한쪽 끝이 다리 너머로 약간의 거리를 넓혀 종종 바닥에 닿는 것처럼 아래로 축 늘어져 있다. 일부 표본은 간단한 내장의 흔적이 보인다.
2010년대 중반의 연구에 따르면 더 긴 말단부가 있어 앞·아래쪽으로 입이 있고 적어도 홑눈 한 쌍이 달린 머리였다는 것으로 밝혀졌다. 머리의 모양은 종마다 차이점이 있는데, H. sparsa의 경우 H. fortis에 비해 머리가 둥근 한편, H. hongmeia의 머리는 흔적이 발견되지 않았다. H. sparsa의 머리에는 창자 앞쪽에 방사치와 인두치가 있다.
할루키게니아의 가시들은 하나에서 네 개의 중첩 요소로 구성되어 있다. H. sparsa의 경우 가시의 표면이 미세한 삼각형의 '비늘' 장식으로 덮여 있으며, Hallucigenia hongmeia의 가시 표면은 그물 모양의 는 돌기의 잔해로 해석될 수 있는 초소형의 원형 개구부가 그물처럼 생긴 질감이다.

## 연구사

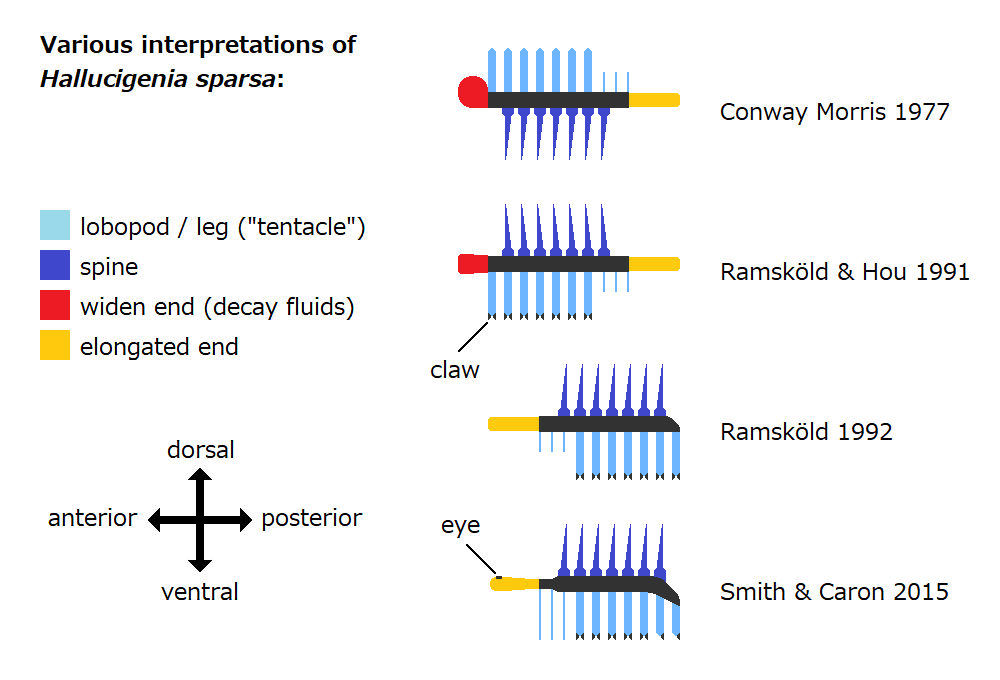
Hallucigenia sparsa에 대한 다양한 해석들.

Hallucigenia sparsa은 원래 찰스 월컷이 갯지렁이의 일종인 Canadia으로 기재한 것이다. 사이먼 컨웨이 모리스(Simon Conway Morris)는 1977년 그의 재기술 논문에서 그 동물을 매우 독특한 무언가로 인식했고, 그는 '이 동물의 기괴하고 꿈 같은 외모' 때문에 할루키게니아라는 속명을 제안했다. 두 줄의 다리들을 모두 보여주는 표본이 없었기 때문에 컨웨이 모리스는 가시로 걷는 동물로 복원시켰으며, 한 줄의 다리는 할루키게니아의 등에 있는 촉수로 해석했다. 할루키게니아의 한쪽 끝에 있는 어두운 얼룩은 특징 없는 머리로 해석되었다. 앞쪽의 촉수만 쉽게 '머리'에 닿을 수 있었기 때문에 머리에 있는 입은 촉수 라인을 따라 먹이를 전달해주는 역할을 가진 것으로 해석했다. 컨웨이 모리스는 각 촉수 내에 있는 빈 공간이 '입'일 수 있다고 제안했다.이로 인해 (유의적으로) 뻣뻣한 다리로 어떻게 걸을 것인지에 대한 의문이 제기되었지만, 최선의 해석으로 받아들여졌다.

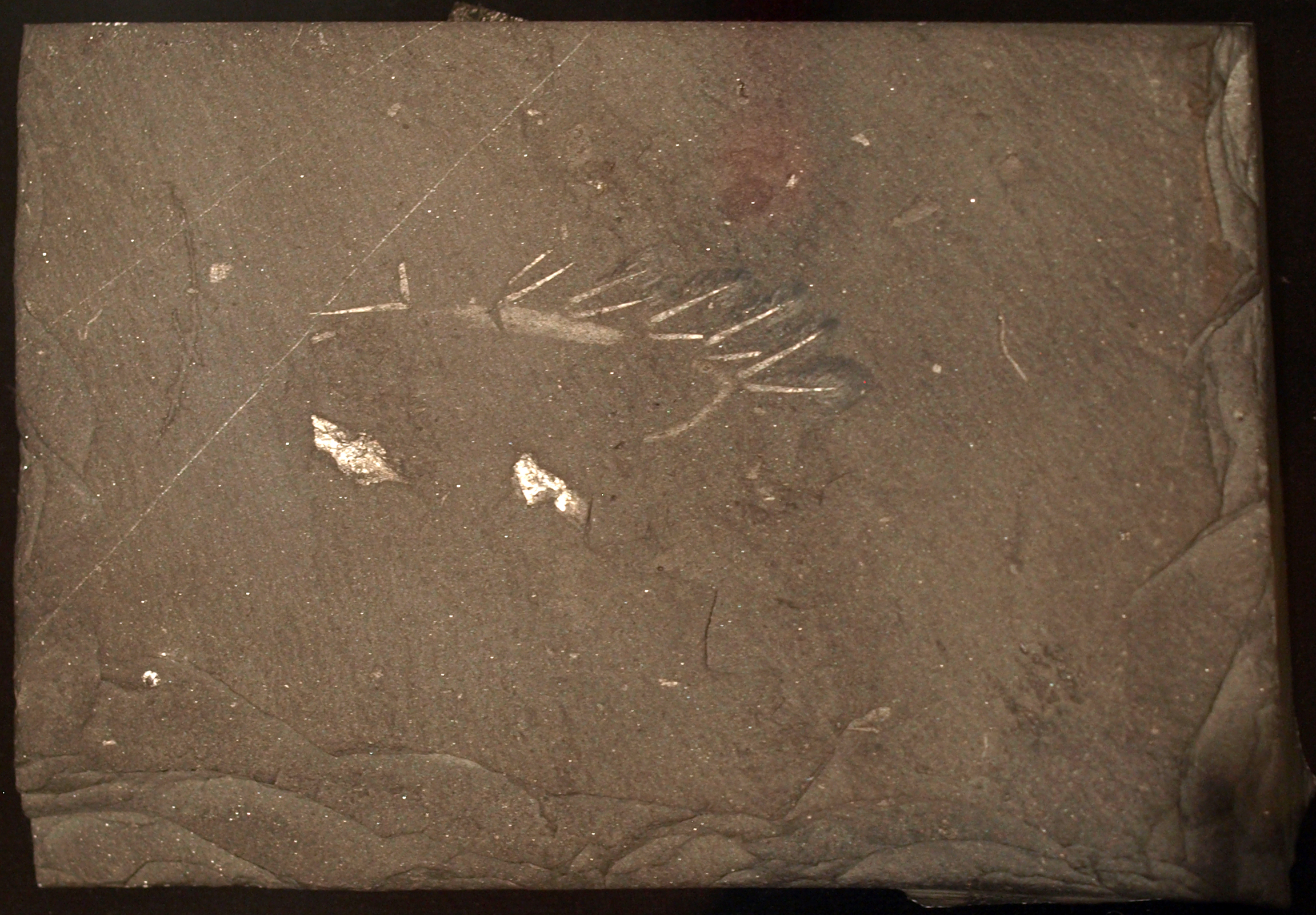
가시가 뚜렷하게 보이는 표본

할루키게니아에 대해서는 덩치가 큰 어떤 동물의 다리였을 것이라 보는 또 다른 가설이 있었다. 이에 대한 선례가 있었는데, 이는 아노말로카리스가 34.1~37.8cm 크기의 단일 거대 동물로 확인되기 전에는  (그 당시) 원래 세 종의 개별 생물로 보았기 때문이다.
1991년, 중국의 캄브리아기 전기 마오텐산 혈암에서 발굴한 할루키게니아류 중 하나인 미크로딕티온의 추가 표본을 작업하던 라스 램스콜드(Lars Ramskold) 와 허우 시안광은 할루키게니아를 당대에 유조동물과 크게 연관되어 있다 여겨지는 분류군인 엽족동물의 하나로 재해석했다. 이들은 할루키게니아의 몸을 뒤집어 짝을 이룬 것으로 여겨지는 촉수를 보행 구조물로, 가시를 방어 수단으로 해석했다. 화석 표본을 추가로 준비한 결과, '두 번째 다리 열'이 암석이 갈라진 평면에 비스듬히 묻혀 있었으며, 위에 쌓인 퇴적물을 제거해서 드러날 수 있었다. 램스콜드와 허우는 물방울 모양의 '머리'가 해부상 보존된 부분이 아니라 실제로 많은 표본에서 나타나는 얼룩으로 여겼다. 이 얼룩은 부패의 산물일 것이다.

## 특성

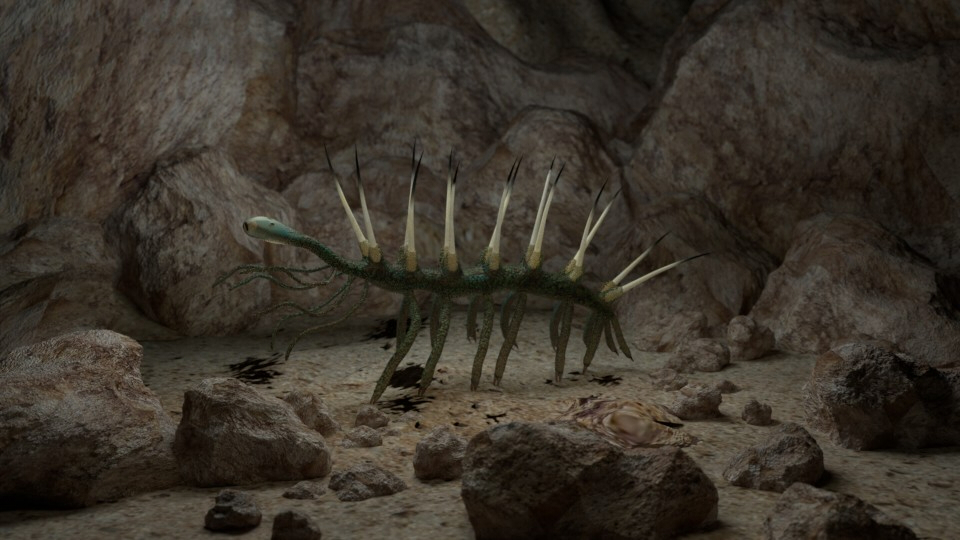
H. sparsa의 복원도

1990년대 전후로 할루키게니아에 대한 개정이 이루어진 이후로는 의심할 여지 없이 엽족류 범절지동물이지만, 다른 범절지동물과의 관계는 여전히 논란의 여지가 있다. 할루키게니아는 오랫동안 유조동물(발톱벌레)의 줄기군으로 여겨져 왔으며, 이는 여러 계통 분석에서 뒷받침해주고 있는 위치이다. 이 특성을 보여주는 주요 특징은 현생 유조동물과 공유되는 할루키게니아의 누추구조(累錐構造)를 가진 발톱이다. 반면에, 일부 분석에서는 오히려 유조동물 줄기군 바깥에 있는 기저 범절지동물로서의 위치를 뒷받침하고 있다. 이 시나리오 아래에서 할루키게니아와 유조동물이 공유하는 누추구조는 범절지동물의 근거리형질을 드러낸다. 할루키게니아는 탈피동물 조상으로부터 물려받은 특정 요소들을 보여주지만, 현생 유조동물에는 있는 독특한 전장의 방호기관이 없어졌다.
하단은 2015년  Yang et al.의 논문에 따른 할루키게니아에 대한 분기도이다:
|                | Hallucigenia hongmeia |
|                | |
| 루오리사니아과 | \| \| 아키노크리쿠스 \| \| \| \| \| \| 콜린소웨르미스 \| \| \| \| \| \| 루오리사니아 \| \| \| \| \| \| 콜린시움 \| \| \| \| |
|                | \| \| 아키노크리쿠스 \| \| \| \| \| \| 콜린소웨르미스 \| \| \| \| \| \| 루오리사니아 \| \| \| \| \| \| 콜린시움 \| \| \| \| |
|                | 아키노크리쿠스 |
|                | |
|                | 콜린소웨르미스 |
|                | |
|                | 루오리사니아 |
|                | |
|                | 콜린시움 |
|                | |

|  | 아키노크리쿠스 |
|  |                |
|  | 콜린소웨르미스 |
|  |                |
|  | 루오리사니아   |
|  |                |
|  | 콜린시움       |
|  |                |

|                | Hallucigenia hongmeia |
|                | |
| 루오리사니아과 | \| \| 아키노크리쿠스 \| \| \| \| \| \| 콜린소웨르미스 \| \| \| \| \| \| 루오리사니아 \| \| \| \| \| \| 콜린시움 \| \| \| \| |
|                | \| \| 아키노크리쿠스 \| \| \| \| \| \| 콜린소웨르미스 \| \| \| \| \| \| 루오리사니아 \| \| \| \| \| \| 콜린시움 \| \| \| \| |
|                | 아키노크리쿠스 |
|                | |
|                | 콜린소웨르미스 |
|                | |
|                | 루오리사니아 |
|                | |
|                | 콜린시움 |
|                | |

|  | 아키노크리쿠스 |
|  |                |
|  | 콜린소웨르미스 |
|  |                |
|  | 루오리사니아   |
|  |                |
|  | 콜린시움       |
|  |                |

|                | Hallucigenia hongmeia |
|                | |
| 루오리사니아과 | \| \| 아키노크리쿠스 \| \| \| \| \| \| 콜린소웨르미스 \| \| \| \| \| \| 루오리사니아 \| \| \| \| \| \| 콜린시움 \| \| \| \| |
|                | \| \| 아키노크리쿠스 \| \| \| \| \| \| 콜린소웨르미스 \| \| \| \| \| \| 루오리사니아 \| \| \| \| \| \| 콜린시움 \| \| \| \| |
|                | 아키노크리쿠스 |
|                | |
|                | 콜린소웨르미스 |
|                | |
|                | 루오리사니아 |
|                | |
|                | 콜린시움 |
|                | |

|  | 아키노크리쿠스 |
|  |                |
|  | 콜린소웨르미스 |
|  |                |
|  | 루오리사니아   |
|  |                |
|  | 콜린시움       |
|  |                |

|                | Hallucigenia hongmeia |
|                | |
| 루오리사니아과 | \| \| 아키노크리쿠스 \| \| \| \| \| \| 콜린소웨르미스 \| \| \| \| \| \| 루오리사니아 \| \| \| \| \| \| 콜린시움 \| \| \| \| |
|                | \| \| 아키노크리쿠스 \| \| \| \| \| \| 콜린소웨르미스 \| \| \| \| \| \| 루오리사니아 \| \| \| \| \| \| 콜린시움 \| \| \| \| |
|                | 아키노크리쿠스 |
|                | |
|                | 콜린소웨르미스 |
|                | |
|                | 루오리사니아 |
|                | |
|                | 콜린시움 |
|                | |

|  | 아키노크리쿠스 |
|  |                |
|  | 콜린소웨르미스 |
|  |                |
|  | 루오리사니아   |
|  |                |
|  | 콜린시움       |
|  |                |

|                | Hallucigenia hongmeia |
|                | |
| 루오리사니아과 | \| \| 아키노크리쿠스 \| \| \| \| \| \| 콜린소웨르미스 \| \| \| \| \| \| 루오리사니아 \| \| \| \| \| \| 콜린시움 \| \| \| \| |
|                | \| \| 아키노크리쿠스 \| \| \| \| \| \| 콜린소웨르미스 \| \| \| \| \| \| 루오리사니아 \| \| \| \| \| \| 콜린시움 \| \| \| \| |
|                | 아키노크리쿠스 |
|                | |
|                | 콜린소웨르미스 |
|                | |
|                | 루오리사니아 |
|                | |
|                | 콜린시움 |
|                | |

|  | 아키노크리쿠스 |
|  |                |
|  | 콜린소웨르미스 |
|  |                |
|  | 루오리사니아   |
|  |                |
|  | 콜린시움       |
|  |                |

|                | Hallucigenia hongmeia |
|                | |
| 루오리사니아과 | \| \| 아키노크리쿠스 \| \| \| \| \| \| 콜린소웨르미스 \| \| \| \| \| \| 루오리사니아 \| \| \| \| \| \| 콜린시움 \| \| \| \| |
|                | \| \| 아키노크리쿠스 \| \| \| \| \| \| 콜린소웨르미스 \| \| \| \| \| \| 루오리사니아 \| \| \| \| \| \| 콜린시움 \| \| \| \| |
|                | 아키노크리쿠스 |
|                | |
|                | 콜린소웨르미스 |
|                | |
|                | 루오리사니아 |
|                | |
|                | 콜린시움 |
|                | |

|  | 아키노크리쿠스 |
|  |                |
|  | 콜린소웨르미스 |
|  |                |
|  | 루오리사니아   |
|  |                |
|  | 콜린시움       |
|  |                |

|                | Hallucigenia hongmeia |
|                | |
| 루오리사니아과 | \| \| 아키노크리쿠스 \| \| \| \| \| \| 콜린소웨르미스 \| \| \| \| \| \| 루오리사니아 \| \| \| \| \| \| 콜린시움 \| \| \| \| |
|                | \| \| 아키노크리쿠스 \| \| \| \| \| \| 콜린소웨르미스 \| \| \| \| \| \| 루오리사니아 \| \| \| \| \| \| 콜린시움 \| \| \| \| |
|                | 아키노크리쿠스 |
|                | |
|                | 콜린소웨르미스 |
|                | |
|                | 루오리사니아 |
|                | |
|                | 콜린시움 |
|                | |

|  | 아키노크리쿠스 |
|  |                |
|  | 콜린소웨르미스 |
|  |                |
|  | 루오리사니아   |
|  |                |
|  | 콜린시움       |
|  |                |

|                | Hallucigenia hongmeia |
|                | |
| 루오리사니아과 | \| \| 아키노크리쿠스 \| \| \| \| \| \| 콜린소웨르미스 \| \| \| \| \| \| 루오리사니아 \| \| \| \| \| \| 콜린시움 \| \| \| \| |
|                | \| \| 아키노크리쿠스 \| \| \| \| \| \| 콜린소웨르미스 \| \| \| \| \| \| 루오리사니아 \| \| \| \| \| \| 콜린시움 \| \| \| \| |
|                | 아키노크리쿠스 |
|                | |
|                | 콜린소웨르미스 |
|                | |
|                | 루오리사니아 |
|                | |
|                | 콜린시움 |
|                | |

|  | 아키노크리쿠스 |
|  |                |
|  | 콜린소웨르미스 |
|  |                |
|  | 루오리사니아   |
|  |                |
|  | 콜린시움       |
|  |                |

## 다양성
2002년, 데스먼드 콜린스(Desmond Collins)는 비공식상 버지스 셰일에서 발견된 새로운 할루키게니아 화석에서 성적이형의 형태를 보인다는 주장을 제시했다. 하나는 '단단한 몸통, 강건한 목, 구형의 머리'를 가지고 있고, 다른 하나는 반대로 가늘며 머리가 작다는 것이었다.
할루키게니아속의 세 종이 기재되어 있다. 첫 번째 표본인 할루키게니아 스파르사(Hallucigenia sparsa)는 캐나다에서 발견되었다. 나머지 포르티스 종(H. fortis)과 홍메이아 종(H. hongmeia)은 청장의 마오톈산 셰일의 화석에 해당된다.

## 분포
할루키게니아는 캐나다 브리티시 컬럼비아 남동부에 있는 버지스 셰일에서 가장 먼저 기재된 동물이다. 할루키게니아 표본 109점이 그레이터 필로포드층에서 발견되었으며, 전체 군집의 0.3%를 차지한다. 또한 중국 라거슈테테의 소수 구성요소를 형성한다. 그러나 따로 떨어진 할루키게니아의 가시들은 다양한 캄브리아기 퇴적층에 널리 분포되어 있으며, 탄소질화석과 광물화 화석으로 보존되어 있다.

## 더 읽어보기
- Smith, Martin R.; Ortega-Hernández, Javier (2014). “Hallucigenia's onychophoran-like claws and the case for Tactopoda” (PDF). 《Nature》 514 (7522): 363–6. Bibcode:2014Natur.514..363S. doi:10.1038/nature13576. PMID 25132546. S2CID 205239797.
  - “Evolutionary misfit: Misunderstood worm-like fossil finds its place in the Tree of Life”. 《ScienceDaily》. 2014년 8월 17일.